# Agujero sacro posterior
El agujero sacro posterior (foramina sacralia posteriora) es cualquiera de ocho agujeros que parten de las apófisis articulares del hueso sacro, cuatro de cada lado de la cresta media del sacro, de donde emergen las ramas posteriores de los nervios sacros. Al continuarse un agujero después del otro, forman un espacio virtual en forma de rectángulo vertical, que se extiende desde la apófisis articular superior hasta el borde inferior del sacro y limita hacia adentro por los tubérculos sacros posterointernos—producto de la soldadura de las apófisis espinosas—y por fuera por la cresta sacra lateral formada por la soldadura de los tubérculos sacros posteroexternos—producto de la soldadura de las apófisis transversas. Los agujeros sacros posteriores son más pequeños y más irregulares que los agujeros sacros homólogos de la cara anterior, los agujeros sacros anteriores.